# Bělořit pouštní
Bělořit pouštní (Oenanthe deserti) je malý druh pěvce z čeledi lejskovitých. Obě pohlaví mají téměř celý černý ocas s bílou jen po stranách u kořene, béžovobílý kostřec, světle šedohnědé letky a kontrastně tmavě zbarvené spodní křídelní krovky (u samce černavé). Samec má černé hrdlo, úzkým černým proužkem spojené s černými křídly, samice má hrdlo světlé (někdy šedavé). Žije v písčitých vřesovištích stepního charakteru nebo v polopouštích, s roztroušenými keři a nízkou vegetací; čistým písčitým pouštím se vyhýbá. Tažný na krátkou vzdálenost. V roce 2011 byl poprvé zaznamenán také na území České republiky (Stará Lhota, Plzeňsko).

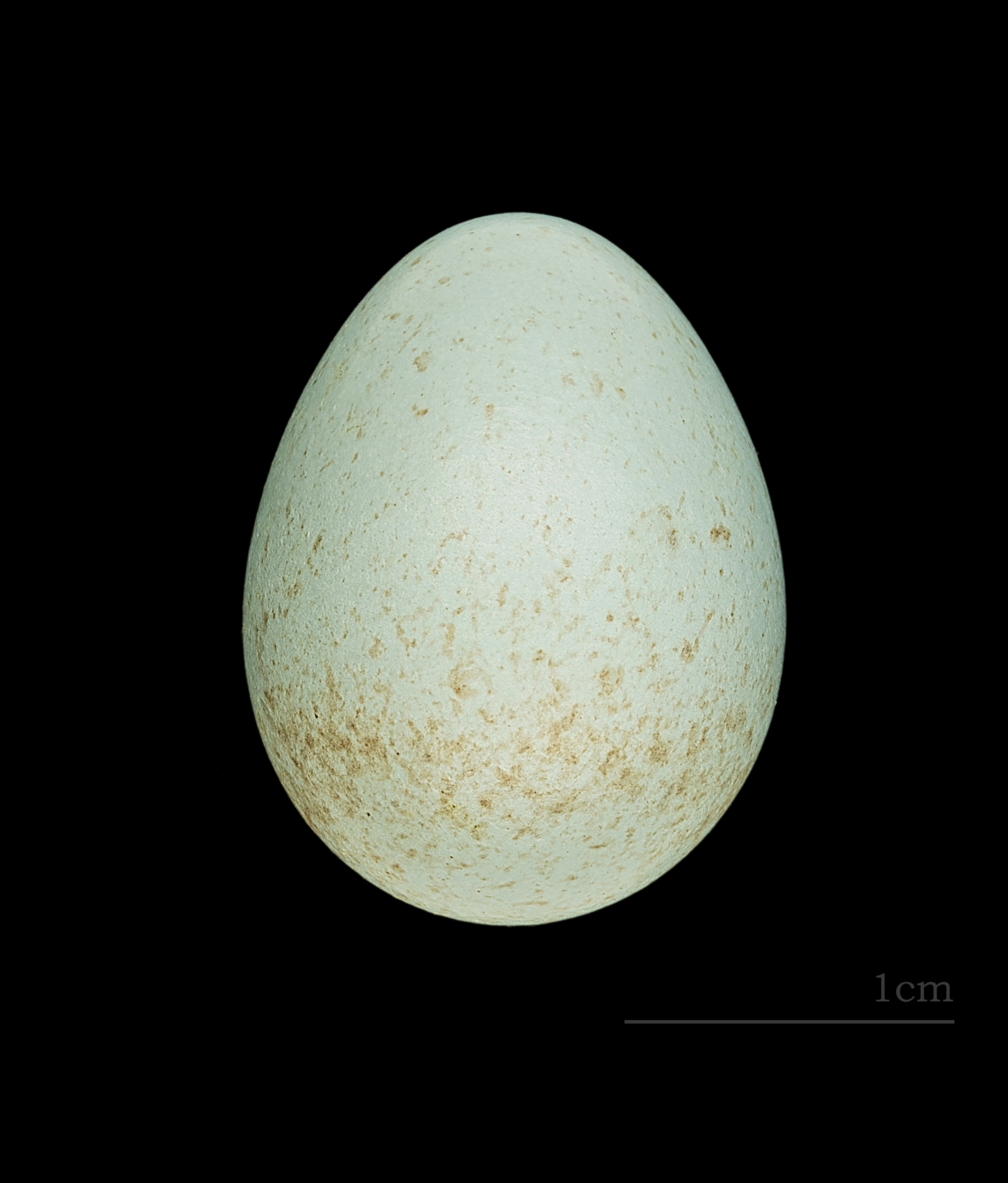
Vejce bělořita pouštního (Oenanthe deserti homochroa)